# Ministère de la Sécurité intérieure (Luxembourg)
Pour les autres articles nationaux ou selon les autres juridictions, voir ministère de la Sécurité intérieure.
Le ministère de la Sécurité intérieure (en allemand : Ministerium für Innere Sicherheit et en luxembourgeois : Ministère fir bannenzeg Sécherheet) est le département ministériel responsable de la coordination et la mise en œuvre de la politique générale de sécurité intérieure du Luxembourg et assure la préparation et le suivi des réunions nationales et internationales en matière de sécurité intérieure. Le ministère de la Sécurité intérieure agit en tant que ministère de tutelle de la Police grand-ducale et de l'Inspection générale de la police (IGP).
Il est dirigé, depuis le 23 juillet 2020, par l'écologiste Henri Kox,.
Le siège central du ministère se situe aux 4 place de l'Europe, à Luxembourg.

## Titulaires depuis 2013
| Nom | Nom               | Dates du mandat | Dates du mandat | Parti | Gouvernement(s) |
| --- | ----------------- | --------------- | --------------- | ----- | --------------- |
| | Etienne Schneider | 04/12/2013      | 05/12/2018      | LSAP  | Bettel I        |
| | François Bausch   | 05/12/2018      | 23/07/2020      | Gréng | Bettel II       |
| | Henri Kox         | 23/07/2020      | En fonction     | Gréng | Bettel II       |
| Dans l'intervalle entre deux mandats, le ministre sortant assure la gestion des affaires courantes. Titres successifs : - Depuis 2013 : Sécurité intérieure |                   |                 |                 |       |                 |